# Roberto de Mattei
Roberto de Mattei (* 21. února 1948 Řím) je italský katolický historik a spisovatel specializující se na moderní historii a dějiny křesťanství.
Je profesorem na Università Europea di Roma, dříve působil jako na univerzitě La Sapienza a Universitě v Cassinu. V letech 2003 až 2011 byl viceprezidentem Consiglio Nazionale delle Ricerche. Je znám svými antievolucionistickými postoji a kritikou relativismu a druhého vatikánského koncilu.